# Guyotte
Pour les articles homonymes, voir Guyotte (homonymie).
La Guyotte est une rivière française du département Saône-et-Loire de la région Bourgogne-Franche-Comté et un affluent du Doubs, c'est-à-dire un sous-affluent du fleuve le Rhône par la Saône.

## Géographie
D'une longueur de 41,1 kilomètres, la Guyotte a une de ses sources à l'Étang de la Bajodière, à 206 mètres d'altitude, sur la commune de Saint-Usuge.
Elle conflue sur la commune de Navilly, à 176 mètres d'altitude, sous le pont de chemin de fer de la ligne Louhans Mervans Seurre Saint-Jean-de-Losne.

### Communes et cantons traversés
Dans le seul département de Saône-et-Loire, la Guyotte traverse les dix communes suivantes, dans quatre cantons, dans le sens amont vers aval, de Saint-Usuge (source), Saint-Germain-du-Bois, Serley, Mervans, La Racineuse, Dampierre-en-Bresse, Saint-Bonnet-en-Bresse, Charette-Varennes, Frontenard, Navilly (confluence).
Soit en termes de cantons, la Guyotte prend source dans le canton de Louhans, traverse les canton de Saint-Germain-du-Bois, canton de Pierre-de-Bresse, conflue dans le canton de Verdun-sur-le-Doubs, dans le seul arrondissement de Louhans, dans les trois intercommunalités Bresse Louhannaise Intercom', Communauté de communes Bresse Revermont 71, Communauté de communes Saône Doubs Bresse.

### Bassin versant
La Guyotte traverse deux zones hydrographiques « Le Doubs de la Guyotte incluse à la Saône » (U274) et « Le Doubs de la Sablonne à la Guyotte » (U273).

### Organisme gestionnaire
L'organisme gestionnaire est le comité territorial basse vallée du Doubs et territoires associès et/ou l'EPTB Saône & Doubs

## Affluents
La Guyotte a sept affluents référencés dont deux de plus de dix kilomètres de longueur :
- le ruisseau Briant (rg[note 2]) 12,5 km, sur les quatre communes de Devrouze, Mervans, Simard et Thurey avec un affluent :
  - le ruisseau de la Chassaigne (rg), 3 km sur les deux communes de Thurey (source) et Devrouze (confluence).
- le ruisseau la Florence (rg) 11,3 km, sur les quatre communes de Devrouze, Diconne, Mervans, La Racineuse

Les cinq autres affluents de moins de dix kilomètres et de rang de Strahler un (sans affluent) sont :
- le ruisseau d'Aloise (rd), 8,33 km sur les deux communes de La Chapelle-Saint-Sauveur (source), et Saint-Bonnet-en-Bresse (confluence) qui conflue sur le bras droit de la Guyotte.
- le ruisseau de l'Étang du Moulin (rd) 6,2 km, sur la commune de Serley.
- le ruisseau le Colombier (rg) 3,1 km, sur les deux communes de Devrouze et Mervans.
- le ruisseau de Grange (rd) 5,7 km, sur les quatre communes de La Chapelle-Saint-Sauveur, La Chaux, Dampierre-en-Bresse et Saint-Bonnet-en-Bresse.
- le ruisseau de Mervins (rg) 5,4 km, sur les quatre communes de Frontenard, Navilly, Pontoux, et Toutenant.

### Rang de Strahler
Donc le rang de Strahler de la Guyotte est de trois par le ruisseau Briant et le ruisseau de la Chassaigne.

## Hydrologie
Son régime hydrologique est régime pluvial.

### La Guyotte à Charette
Une station hydrologique a fonctionné du 1er mars 1968 au 1er septembre 1990 à Charrette au hameau de Quintin. Elle était à 176 mètres d'altitude pour un bassin versant de 160 km2. Le module était alors de 1,01 m3/s pour 7718 jours.

### Étiage ou basses eaux
À l'étiage, c'est-à-dire aux basses eaux, le VCN3, ou débit minimal du cours d'eau enregistré pendant trois jours consécutifs sur un mois, en cas de quinquennale sèche s'établit à 0,009 m3/s ou encore 9 l/s, ce qui est à moins de 1 % du module,.

### Crues
Sur la période observée, la hauteur maximale instantanée s'établit à 353 cm ou 3,53 m le 13 février 1977, et le débit instantané maximal a été de 18,8 m3/s le 3 février 1980 et le débit journalier maximal de 18,6 m3/s le 28 septembre 1981.

## Aménagements et écologie
- La Guyotte contribue à certains des petits étangs ou plans d’eau de la commune de Saint-Germain-du-Bois, comme les étangs Augras, de Compaté ou Titard.
- Pont sur la Guyotte : pont construit par Émiland Gauthey entre 1786 et 1789 pour permettre à la RN 73 de franchir la Guyotte dans Navilly.